# Roblox Corporation
Roblox Corporation (NYSE: RBLX) er et amerikansk virksomhed, der udvikler computerspil. Virksomheden har hovedsæde i San Mateo i Californien. Selskabet er grundlagt i 2004 og har udviklet spillet Roblox, der blev udgivet i 2006.
Ved udgangen af 2021 beskæftiger Roblox Corporation ca. 1.600 mennesker.

## Historik
Roblox Corporation blev grundlagt af David Baszucki og Erik Cassel. Baszucki havde tidligere grundlagt Knowledge Revolution, uddannelse software selskab.
Erik Cassel døde fra cancer i 2013-2-11.